# UTC+05:30
UTC+05:30 es el décimo séptimo huso horario del planeta cuya ubicación geográfica se encuentra en el meridiano 82.5 este. Aquellos países que se rigen por este huso horario se encuentran 5 horas y 30 minutos por delante del meridiano de Greenwich.

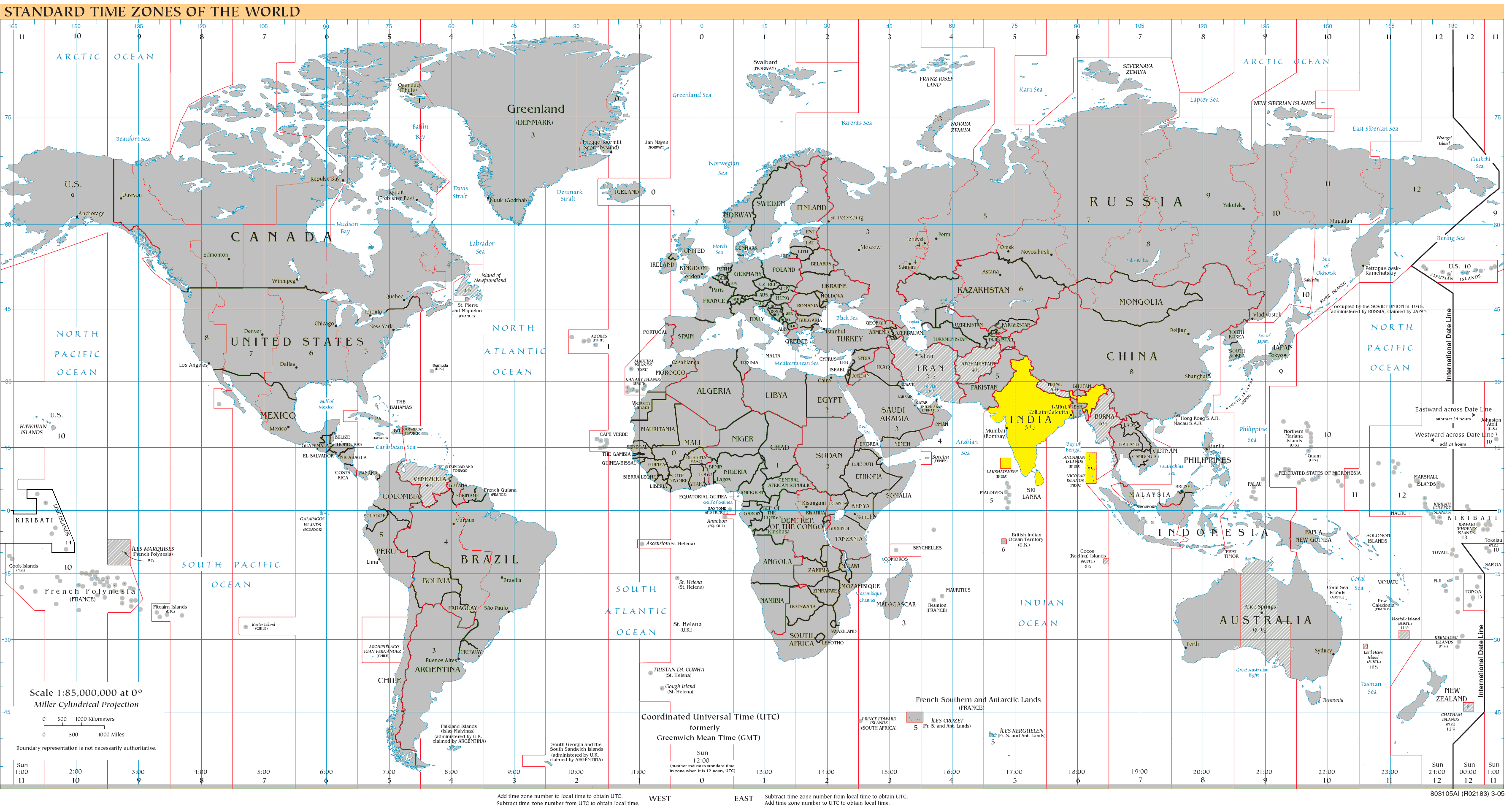
Mapa de UTC+05:30

## Hemisferio norte

### Países que se rigen por UTC+05:30 todo el año
| Abreviatura | Nombre Completo                                 | País            |
| ----------- | ----------------------------------------------- | --------------- |
| IST         | Hora Estándar de la India (India Standard Time) | India Sri Lanka |